# Boreogadus
Boreogadus is een monotypisch geslacht van straalvinnige vissen uit de familie van de kabeljauwen (Gadidae), orde van kabeljauwachtigen (Gadiformes).

## Soort
- Boreogadus saida (Lepechin, 1774) – Arctische kabeljauw